# Dogura Asa

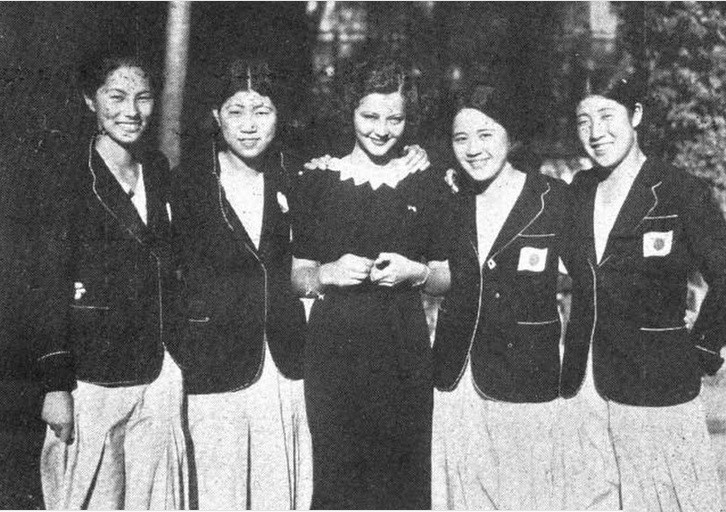
Dogura Asa (links) und die anderen Läuferinnen der japanischen Olympia-Stafette mit Sylvia Sidney (Mitte)

Dogura Asa (jap. 土倉 麻; * 11. Juni 1914; † 20. April 2008) war eine japanische Sprinterin.
Bei den Olympischen Spielen 1932 wurde sie Fünfte in der 4-mal-100-Meter-Staffel und schied über 100 m im Vorlauf aus.
Ihre persönliche Bestzeit über 100 m von 12,5 s stellte sie 1932 auf.
Sie starb 2008 in Kamakura.